# Baby Bob
Baby Bob  è una serie televisiva statunitense in 14 episodi trasmessi per la prima volta nel corso di 2 stagioni dal 2002 al 2003.
La serie, una sitcom, è incentrata su un bambino di sei mesi, Baby Bob, capace di parlare. L'effetto è stato realizzato attraverso computer editing. Dopo la conclusione della serie, il personaggio di Baby Bob tornò in televisione negli Stati Uniti in una serie di spot pubblicitari per la Quizno. Nel 2002 TV Guide inserì Baby Bob al 14º posto nella classifica delle 50 peggiori serie TV di tutti i tempi.

## Personaggi
- Walter Spencer (stagioni 1-2), interpretato da Adam Arkin.
- Lizzy Collins Spencer (stagioni 1-2), interpretata da Joely Fisher.
- Madeline Collins (stagioni 1-2), interpretato da Holland Taylor.
- Sam Spencer (stagioni 1-2), interpretato da Elliott Gould.
- Baby Bob (stagioni 1-2), doppiato da Ken Hudson Campbell.
- Teala (stagioni 1-2), interpretata da Marissa Tait.
- Karen (stagione 1), interpretata da Dorie Barton.

## Produzione
La serie, ideata da Michael Saltzman, fu prodotta da Viacom Productions e Scribbler's Pillow  Le musiche furono composte da Jon Ehrlich.

### Registi
Tra i registi della serie sono accreditati:
- John Fortenberry (6 episodi, stagioni 1-2)
- Rob Schiller (5 episodi, stagioni 1-2)
- Robby Benson (2 episodi, stagione 2)

## Distribuzione
La serie fu trasmessa negli Stati Uniti dal 2002 al 2003 sulla rete televisiva CBS. In Italia è stata trasmessa dal 22 dicembre 2003 su Canale 5 con il titolo Baby Bob.
Alcune delle uscite internazionali sono state:
- negli Stati Uniti il 18 marzo 2002 (Baby Bob)
- in Norvegia il 26 maggio 2003
- in Finlandia il 11 agosto 2003
- in Germania il 14 gennaio 2006
- in Brasile (Bob: O Bebê Falante)
- in Italia (Baby Bob)

## Episodi
| Stagione         | Episodi | Prima TV USA | Prima TV Italia |
| ---------------- | ------- | ------------ | --------------- |
| Prima stagione   | 6       | 2002         | 2003            |
| Seconda stagione | 8       | 2003         | 2004            |